# Puto lasiorum
Puto lasiorum är en insektsart som först beskrevs av Cockerell 1901.  Puto lasiorum ingår i släktet Puto och familjen ullsköldlöss. Inga underarter finns listade i Catalogue of Life.